# Когнитивна функција
Когнитивна функција је заједнички назив за било коју сазнајну психичку активност (опажање, мишљење, памћење, учење, суђење итд.) која је својствена некој когнитивној структури.
Назив долази од латинске речи "congenitio" што значи сазнање. Когниција или сазнање је термин који се уопштено односи на више процесе, као што су мишљење, памћење, пажња те сложени перцептивни процес, а према Вилсону (1997) когниција се односи и на процесе који су укључени у знање, разумевање, перципирање, упамћивања, процењивање и мишљење.
Сазнајне или когнитивне функције према дефиницији укључују: пријем, складиштење, употребу и разраду информација, те комуникацију. Оне укључују опште интелектуално функционисање, мишљење, рецептивне функције, учење и памћење, просторне или спацијалне и конструкционе функције те експресивне функције (говор и праксију).
Кроз филозофију и психологију концепт когниције доведен је у везу са апстрактним појмовима ум и интелект. С друге стране, гледано с нешто ширих позиција биолошких наука, могуће је говорити о когнитивним функцијама неког живог организма једнако као и о било којим другим физиолошким функцијама, на пример респиративним или репродуктивним, и то било да су у питању људи или животиње. Когнитивне функције реализују се преко когнитивних механизама у чијој су основи биолошки процеси засновани на кретању и размени различитих облика живе и неживе материје на нивоу ћелија, синапси, али и на молекуларном нивоу. Дакле, људски организам је, као и сваки други природни живи организам, један физички систем са врло одређеном структуром и функционалном организацијом. Ментални процеси и психичка стања нису „спољашњи уноси” неке „духовне структуре” у биофизичку структуру организма, већ су последица њених физиолошких активности на нивоу одређених можданих структура и путева који их међусобно повезују, а под контролом комбинације наследних и срединских фактора. Овакво виђење генезе когнитивних функција од кључног је значаја за савремени научни поглед у свим биомедицинским наукама.
Когнитивне функције се могу класификовати као:
ниже когнитивне функције, које су карактеристичне не само за човека већ и за велики број животиња:
- перцепција,
- пажња,
- меморија;

више когнитивне функције, које се углавном сматрају својственим човеку, уз отворену могућност присуства и код неких животиња (учење је, на пример, способност својствена великом броју животиња):
- учење,
- закључивање,
- мишљење,
- говор,
- разумевање,
- решавање проблема,
- доношење одлука,
- симболичка конструкција или репрезентација итд.